# Kickman
Kickman is een videospel voor de platforms Commodore 64 en Commodore 128. Het spel werd uitgebracht in 1982. 